# Pangburn (Arkansas)
Pangburn es una ciudad ubicada en el condado de White en el estado estadounidense de Arkansas. En el Censo de 2010 tenía una población de 601 habitantes y una densidad poblacional de 367,75 personas por km².

## Geografía
Pangburn se encuentra ubicada en las coordenadas 35°25′34″N 91°50′20″O / 35.42611, -91.83889. Según la Oficina del Censo de los Estados Unidos, Pangburn tiene una superficie total de 1.63 km², de la cual 1.63 km² corresponden a tierra firme y (0%) 0 km² es agua.

## Demografía
Según el censo de 2010, había 601 personas residiendo en Pangburn. La densidad de población era de 367,75 hab./km². De los 601 habitantes, Pangburn estaba compuesto por el 95.51% blancos, el 1.66% eran afroamericanos, el 0.5% eran amerindios, el 0% eran asiáticos, el 0% eran isleños del Pacífico, el 0.17% eran de otras razas y el 2.16% pertenecían a dos o más razas. Del total de la población el 2.66% eran hispanos o latinos de cualquier raza.